# 소방학
소방학은 국민의 생명, 신체 및 재산을 보호하는 국가의 소방활동에 관학 학문이다. 소방학은 재난관리론, 소방행정법, 소방정책론, 소방조직론 등을 포함하며 넓게는 스프링클러 등과 같은 소방시설 구조, 작동원리 등을 다루기도 한다. 소방의 개념은 기존에 화재의 예방, 경계, 진압이라는 범위에 국한되어 있었으나 최근 각종 재난, 재해 그 밖에 모든 위해 상황에 대한 예방 및 대응을 포괄하는 개념으로 발전하고 있다. 원광대학교, 호서대학교, 세한대학교등에 소방행정학과가 설치되어 있으며 소방공무원 채용 시험 과목에 포함되어 있다.